# Honey Boy
Honey boy (Gimme Something) är en låt med Benjamin Ingrosso, Purple Disco Machine, Nile Rodgers och Shenseea. Låten släpptes den 3 maj 2024 och hamnade på andra plats på Spotify Swedens topp 50-lista. Låten är skriven av Ingrosso, Rodgers, Chinsea Linda Lee, Tino Schimdt, Hampus Lindvall och Anya Jones.
Ingrosso säger själv om låten:
”Jag kom på Honey Boy på en nattklubb i Stockholm, medtagen av rytmen av ett housebeat som omedelbart fick mig att nynna med till det som skulle bli refrängen. Den melodin förföljde mig i ett helt år. Det var inte förrän jag befann mig på en kinarestaurang och vibade till ett disco-track som allt klickade. Det fick bli en discolåt. Låten, formad av ett minnesvärt möte i stadens nattliv, flyttade snabbt från koncept till studioinspelning. När vi väl spelat in kände vi alla vilken potential låten hade och att vi var tvungna att lägga till fler begåvade influenser för att få den att nå sin fulla potential. Jag kontaktade Tino (Purple Disco Machine) för att se om han ville avsluta låten med mig, vilket han ville! Efter att ha bollat fram och tillbaka skapade vi den perfekta grunden för låten.”

## Bakgrund
2023 var Ingrosso ute på sin svenska sommarturné "Allt det vackra"  så ingick denna låten i setlisten. Låten blev väldigt uppskattad av publiken och låten gick viralt på sociala medier som tillexempel Tiktok. Våren 2024 åkte Ingrosso ut på sin Europa-turné under namnet "Better Days Tour"  där låten återkom. Under sin spelning i Köpenhamn på Amager Bio den 10 april hade fans en skylt där det stod "Truth or Dare - Sing Heart of Glass - When will Honey Boy be released" . Ingrosso avslöjade då att Honey Boy skulle släppas i maj.